# Tun

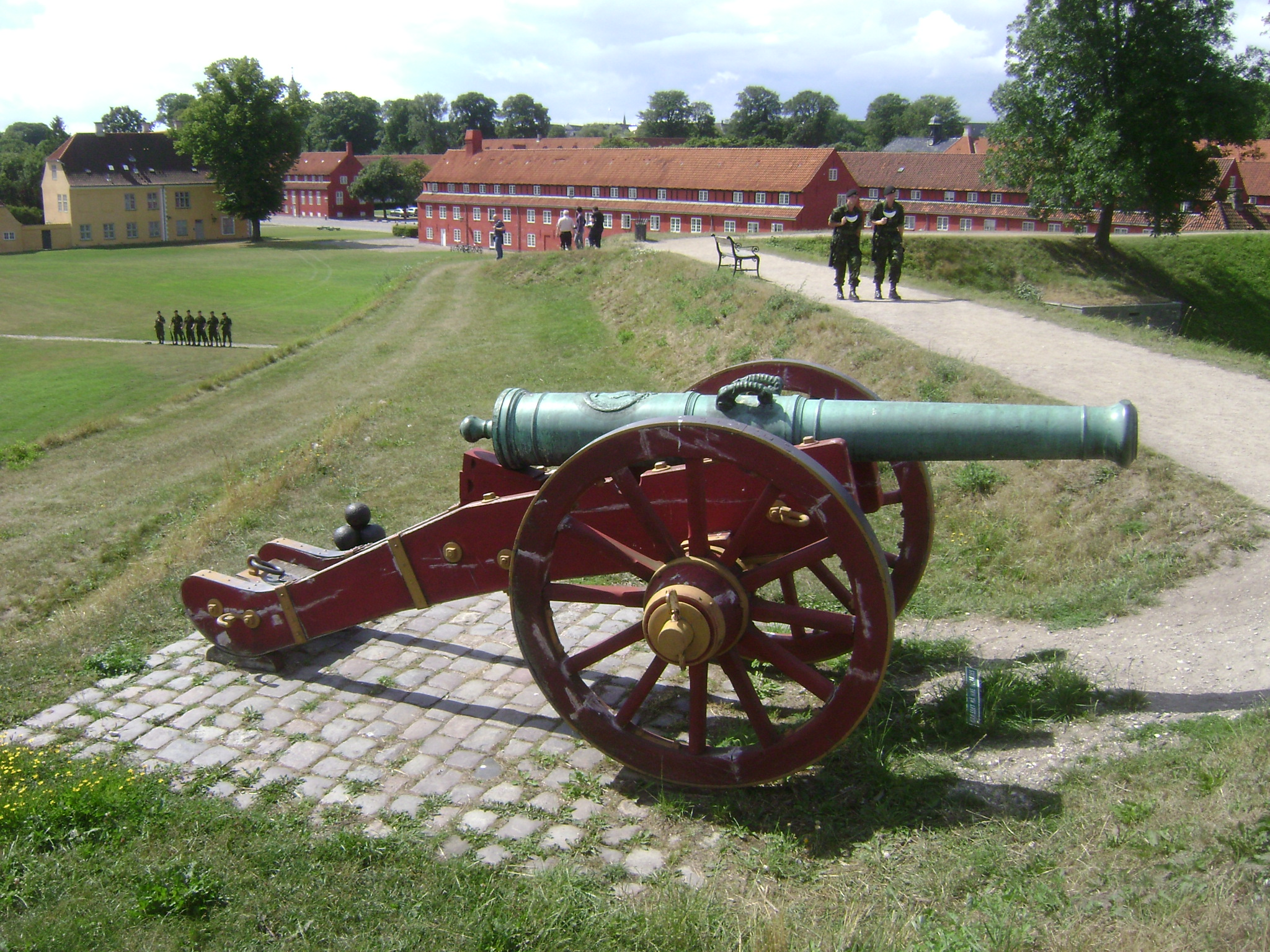
Un tun în Copenhaga, Danemarca

Tunul este o armă de artilerie ce folosește praf de pușcă sau alt explozibil pentru propulsarea proiectilului, fiind un armament cu un calibru mare, cu țevi de lungimi diferite pentru a stabiliza traiectoria proiectilului. Tunul variază în calibru, gamă, mobilitate, rată de foc, unghi de foc și putere de foc; diferitele modele și forme de tun combină și echilibrează aceste atribute, în funcție de folosința și necesitatea lor pe câmpul de luptă.
Cuvântul tun este derivat din mai multe limbi, în care definiția inițială poate fi tradusă, de obicei: tub, trestie de zahăr sau stuf (ceea ce este foarte ciudat, mai ales în cazul trestiei de zahăr, deoarece tubul este o parte componentă a tunului iar cum stuful este gol ca și tubul tunului, ar fi o explicație). Pluralul cuvântului tun este tun, același cuvânt, sau, mai frecvent în America, tunuri. În vremurile moderne, să spui la plural tot tun a devenit mai puțin obișnuit, câteodată li s-a spus și "arme" sau "artilerie", dacă nu un termen mai specific, cum ar fi "mortiere" sau "obuziere". În domeniul aviației, "tunul" rămâne un termen comun pentru armele aeronavelor.
Folosit pentru prima dată în China, tunurile au fost printre cele mai timpurii forme de artilerie care foloseau praf de pușcă, înlocuind de-a lungul timpului celelalte mașini de asediu -cum ar fi berbecul- ca și armament pe câmpul de luptă. În Orientul Mijlociu, prima utilizare a unui tun de mână este susținută prin zvonuri că a fost în timpul desfășurării bătăliei de la Ain Jalut, în 1260,  între mameluci și mongoli. Tunurile au fost folosite în Europa pentru prima dată, probabil, în Iberia, în timpul lui Reconquistei, iar de englezi prima dată în „Războiul de o Sută de Ani", la Bătălia de la Crecy, în 1346. Pe continentul african, tunul a fost folosit prima dată de Somail Imam Ahmad ibn al-Ghazi Ibrihim din sultanatul Adal în încercarea sa de cucerire a Etiopiei în 1529.

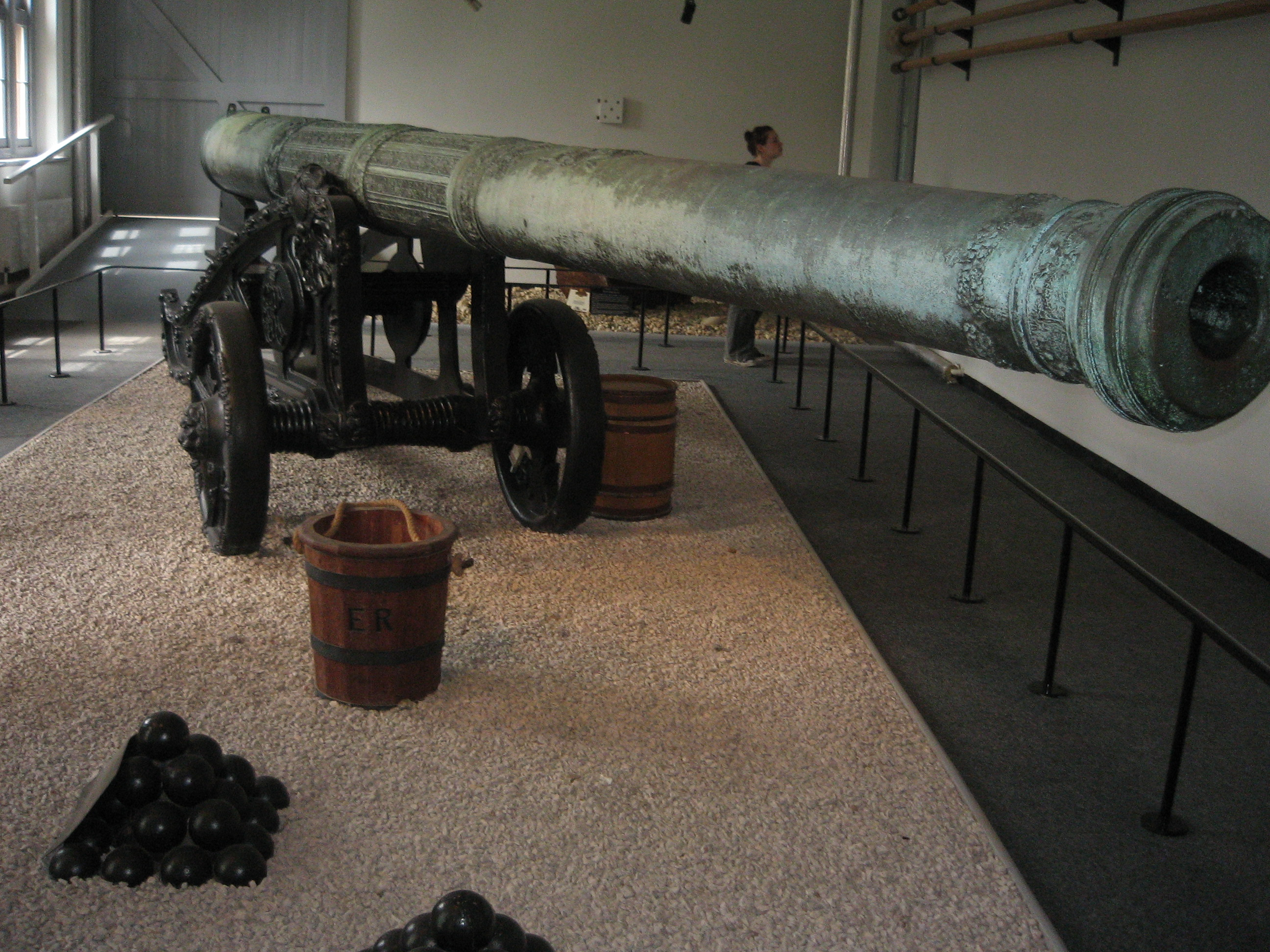
„Pistolul de buzunar al Reginei Elisabeta”, de fapt un tun englez ce proteja regina

După perioada Evului Mediu, tunul standard a devenit mai eficient ca armă anti-infanterie, dar și-a păstrat și rolul important în asediul fortărețelor. Tunurile mari și greoaie din Evul Mediu au fost abandonate în favoarea unui număr mai mare de alte piese de artilerie, mai ușoare și mai ușor de manevrat. Noi tehnologii și tactici au fost dezvoltate, ducând la construirea de forturi-stea (în engleză star-forts), special concepute pentru a rezista la bombardamentele de artilerie, deși aceste bombardamente (împreună cu Turnul Martello) după atacuri și schimbări repetate de tactici pot face daune fortului.
Tunul a transformat, de asemenea, războiul naval în perioada modernă timpurie, forțele navale europene  profitând de puterea lui de foc. Pentru jefuire a devenit banal, precizia și puterea distructivă a tunului a fost crescută în mod semnificativ, și au devenit mai mortale decât oricând, atât în folosința infanteriei, care cu întârziere a trebuit să adopte tactici diferite, și a navelor, care au trebuit să fie blindate. În Primul Război Mondial, majoritatea deceselor au fost cauzate de intrarea în luptă a artileriei, care a fost, de asemenea, utilizată pe scară largă și în Al Doilea Război Mondial. Cele mai moderne tunuri sunt similare cu cele utilizate în Al Doilea Război Mondial, deși importanța armelor de calibru mare (de ex. a tunurilor și a mortierelor) a scăzut odată cu dezvoltarea rachetelor.
În afară de folosirea lor pe scară largă în război, tunurile s-au găsit aplicații pașnice, în special în controlul avalanșelor.

## Etimologie și terminologie
Cannon (în engleză) este derivat din vechiul cuvânt italian Cannone, având sensul „tub mare”, provenind din latinescul Canna, la rândul său originar din Kanne (grec. trestie  sau stuf), și apoi generalizat la orice tub, ca obiect gol. Toate aceste cuvinte își au originea în termenul akkadian Qanu, adică tub sau stuf. Cuvântul a fost folosit pentru a desemna o armă de foc din 1326 în Italia, și din 1418 în Anglia.
În limba română substantivul tun (la plural tunuri) provine din latinescul tonus („tunet”).

## Istoric
Descoperirea prafului de pușcă este motivul pentru descoperirea și perfecționarea tunului. Chinezii din dinastia Song (960 - 1279) au folosit după izvoarele istorice țevi de bambus, care erau umplute cu praf de pușcă pentru a exploda, dar cu acestea nu se putea trage, fiind numite lănci de foc. 
În dinastia Yuan (1271 - 1368), o dinastie mongolă, pentru prima oară s-au folosit țevi metalice cu un diametru maxim de 2,8 cm, și cu 34 cm lungime, care erau umplute cu praf de pușcă, proiectilele erau săgeți, vergele sau schije de metal, precum și substanțe otrăvitoare. Dovada arheologică cea mai veche care atestă acest lucru provine din Manciuria 1288; aceste mașini de aruncat săgeți au fost perfecționate în aruncătoare de flăcări și de rachete.
Această armă ajunge în Europa prin negustorii arabi, astfel de arme fiind amintite de călugării franciscani Wilhelm von Rubruk și Roger Bacon în 1256.

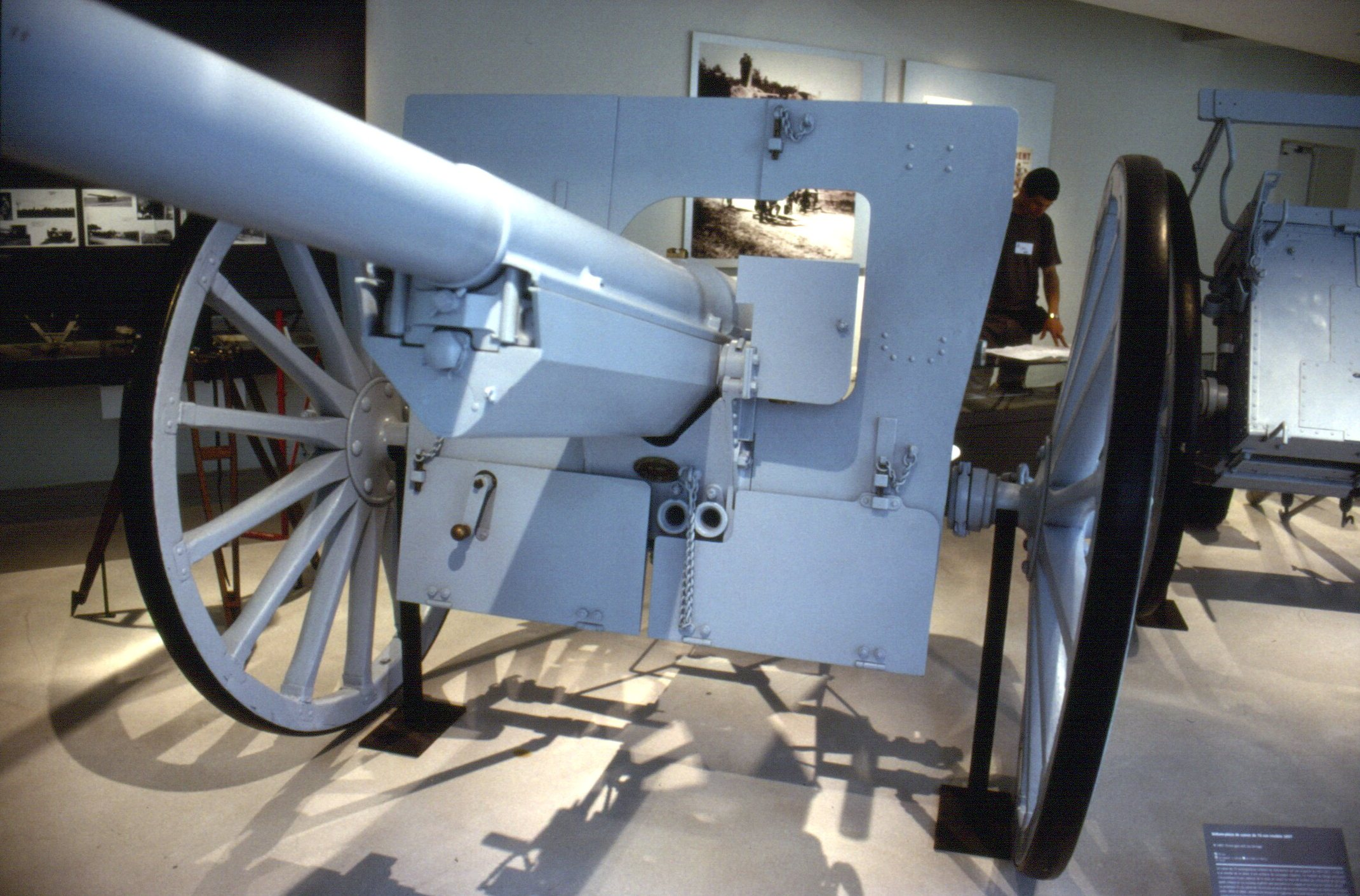
Tun de calibru 75 mm din 1897

În Europa armele de foc apar în prima jumătate a secolului al XIV-lea. Astfel, în Italia (mai exact la Florența, 1326) este menționat „un proiectil din fier sau metal” (pilas seu palloctas ferreas et canones de metallo). Mai târziu aceste arme apar în Germania de sud, perfecționarea armei datorându-se și faptului că europenii voiau să folosească proiectile mai grele ca săgețile.
Astfel apar mai târziu tunurile turnate din bronz, sau fier, de mare folos fiind experiența turnătorilor de clopote bisericești. Prin secolul al XVI-lea, în timpul împăratului Maximilian I, apar dificultăți provocate de supraîncălzirea tunurilor și a timpului îndelungat de răcire precum și crăparea sau fisurarea lor, observându-se astfel superioritatea bronzului.
În aprilie 1629 turnătoria regală din Stockholm reușește să fabrice un tun de numai 123 kg ușor de manevrat, această greutate fiind redusă ulterior la 116 kg.
Din mijlocul secolului XIX, când prețul oțelului scade, vor fi produse primele tunuri cu tragere rapidă (aici poate fi amintită firma lui Alfred Krupp din Prusia care reușește să revoluționeze industria de fabricare a armamentului), începându-se să se tragă și cu obuze.
La sfârșitul secolului al XIX-lea în Franța se produce Canon de 75 mle 1897, un veritabil tun cu tragere rapidă, o caracteristică a acestui tun fiind lungimea redusă a spațiului de recul.
Această perfecționare a armamentului în Europa a permis mai târziu anexarea sau ocuparea de teritorii aparținând altor popoare din afara continentului european.

## Galerie de imagini

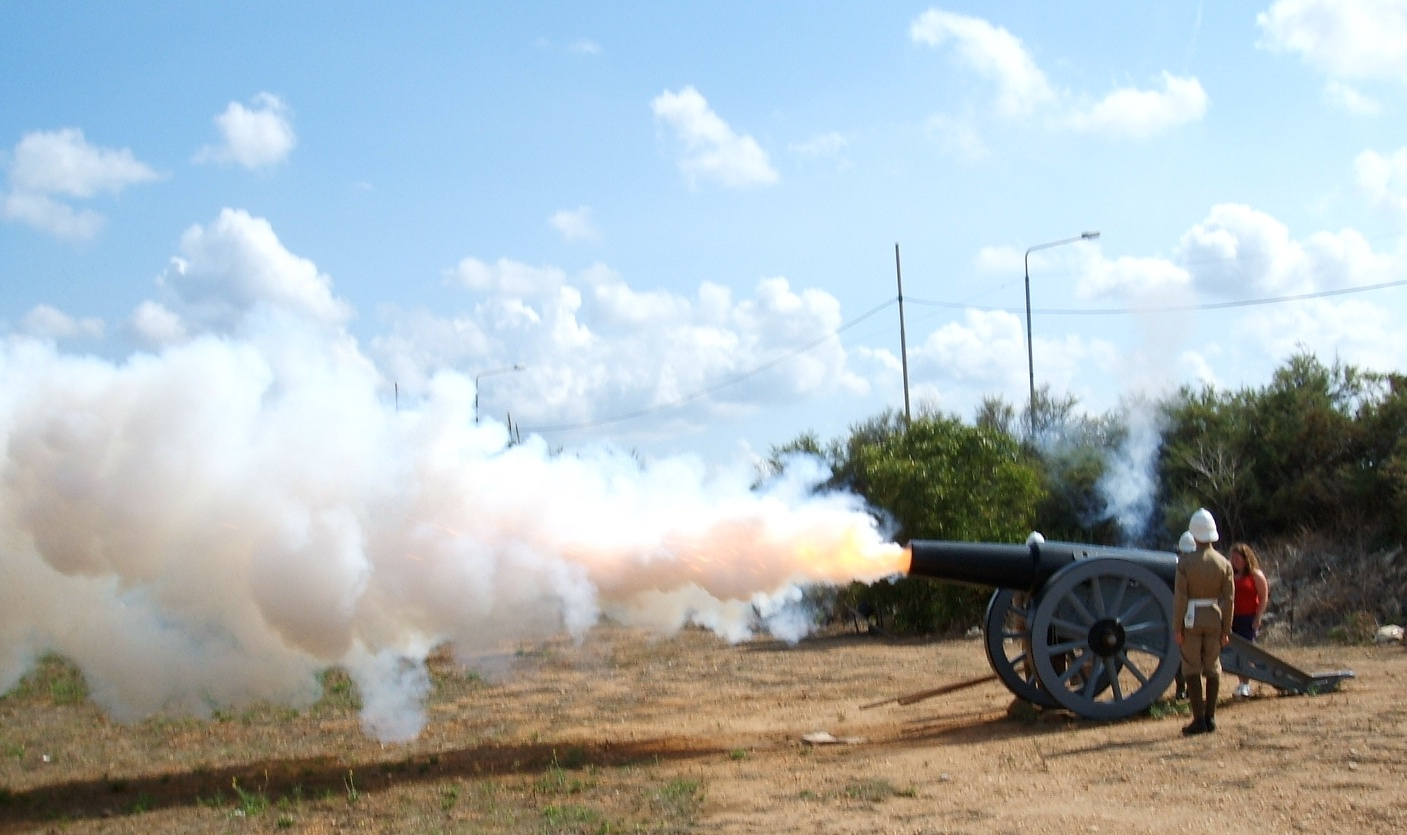
Tragerea cu tunul pe insula Malta (muniţie 500g)
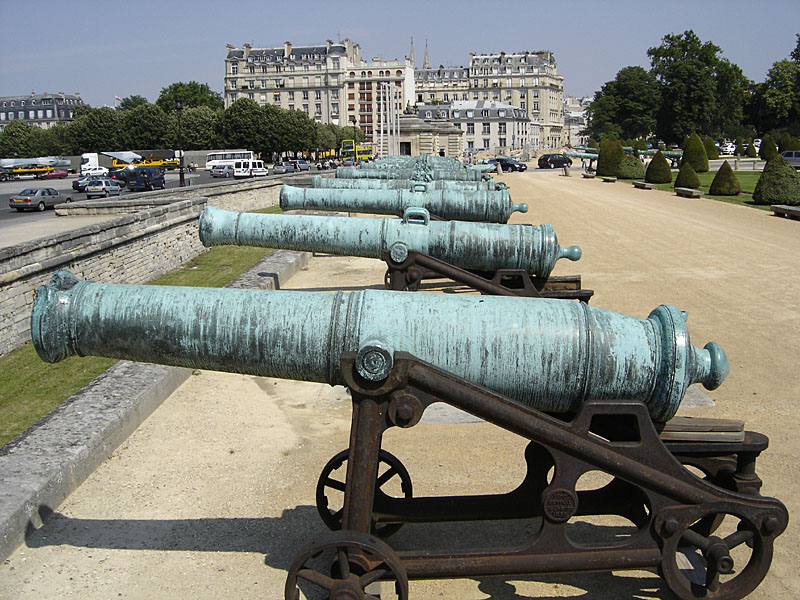
Tunuri din sec. XVIII în faţa Domului Invalizilor Paris
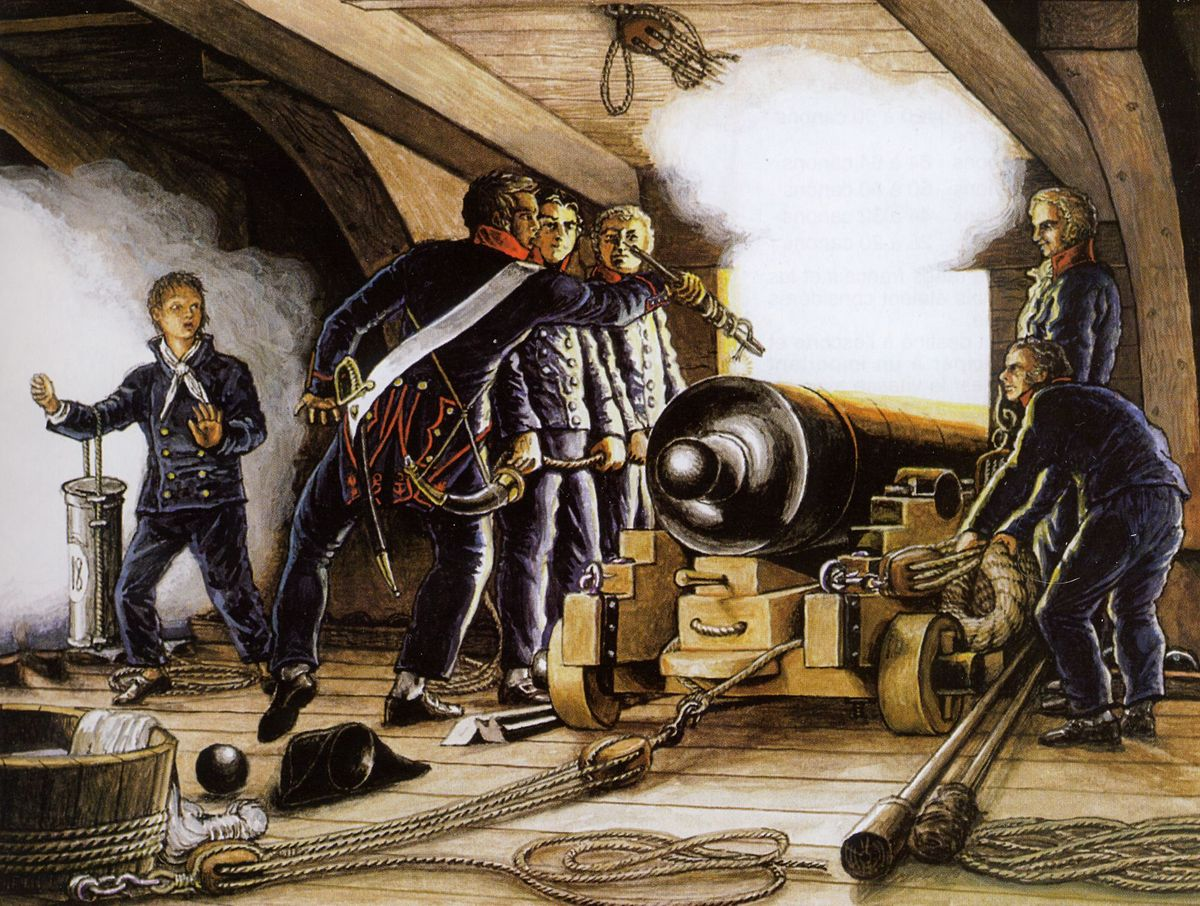
Tragerea cu un tun de 18-Pfunzi de pe bordul unei corăbii franceze  1811, de Louis-Philippe Crépin
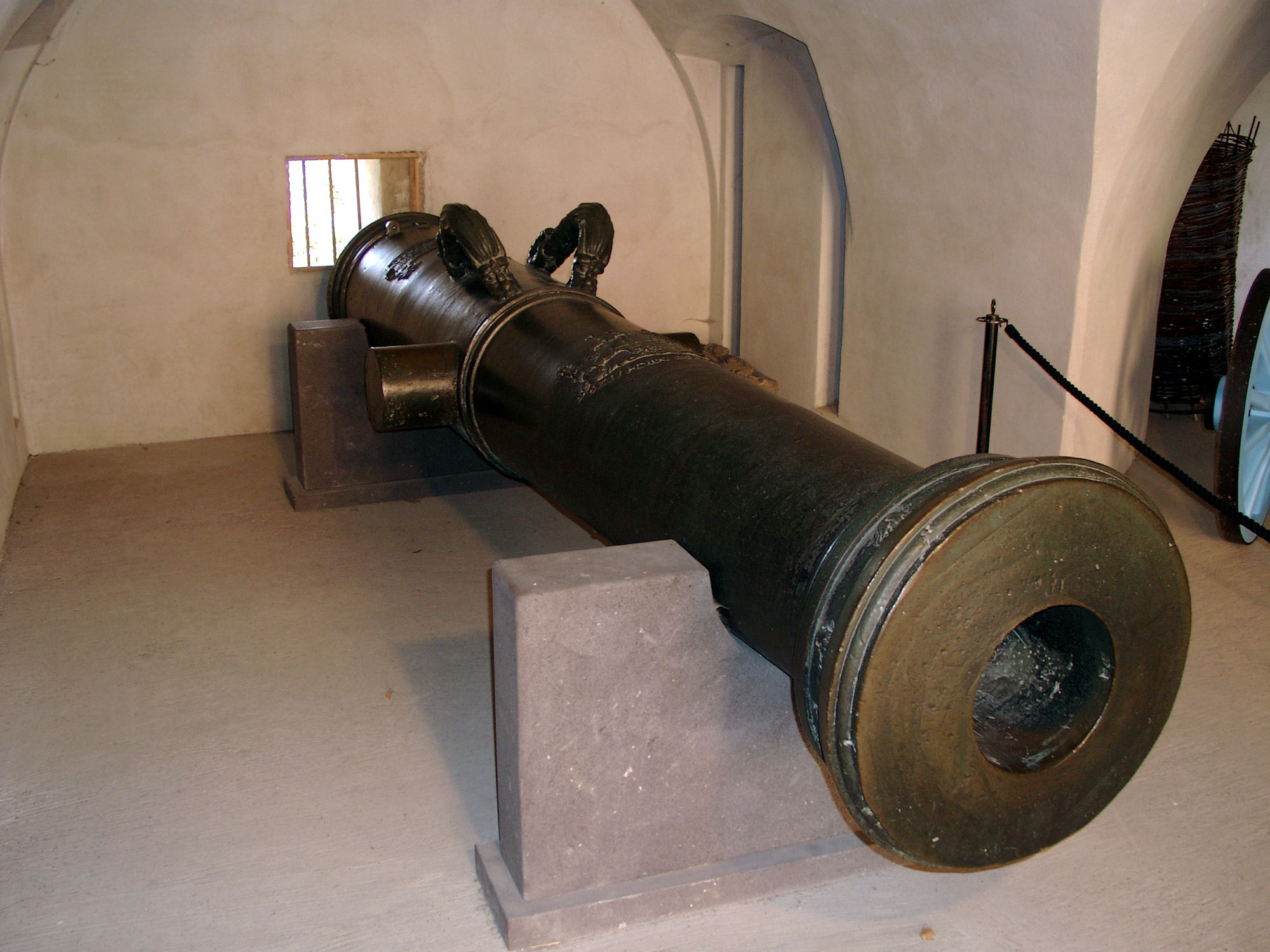
Kartaune "Greif" de pe fortăreaţa Ehrenbreitstein, turnat în 1524
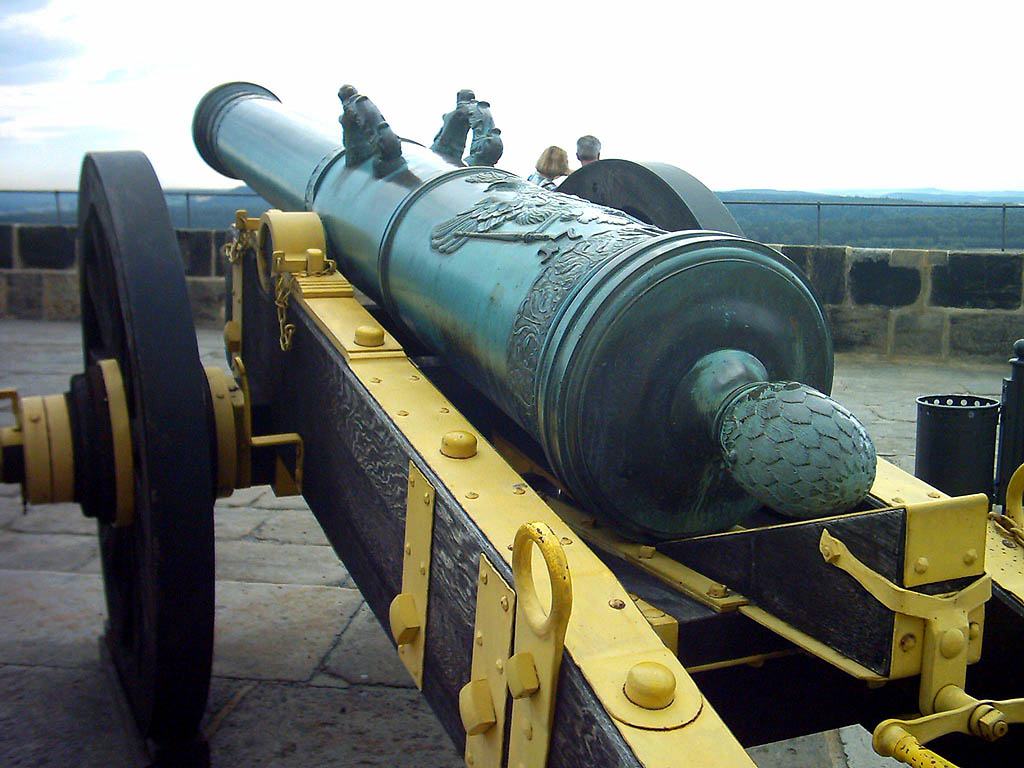
Fortăreaţa Königstein, Sachsen: Kartaune pe  (afet)
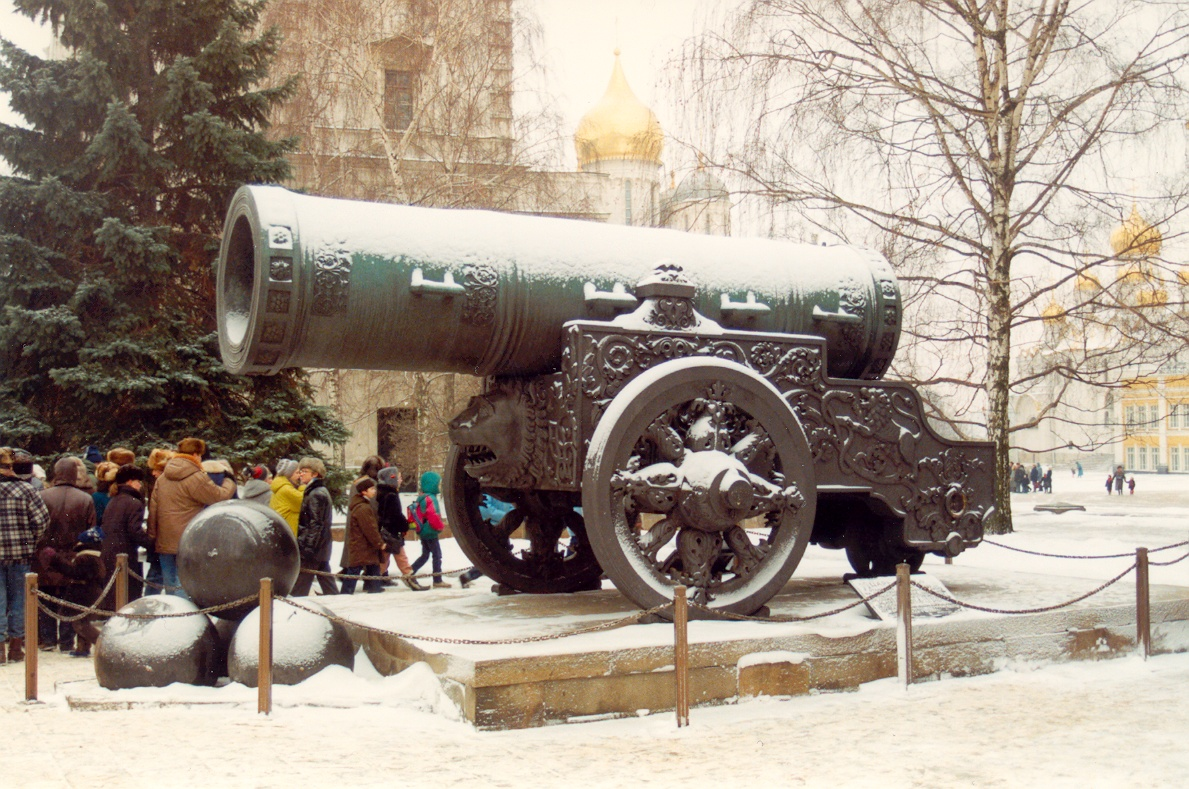
Tunul Țarului, cel mai mare tun cu ghiulele de piatră, care probabil n-a fost folosit niciodată, având numai scop reprezentativ
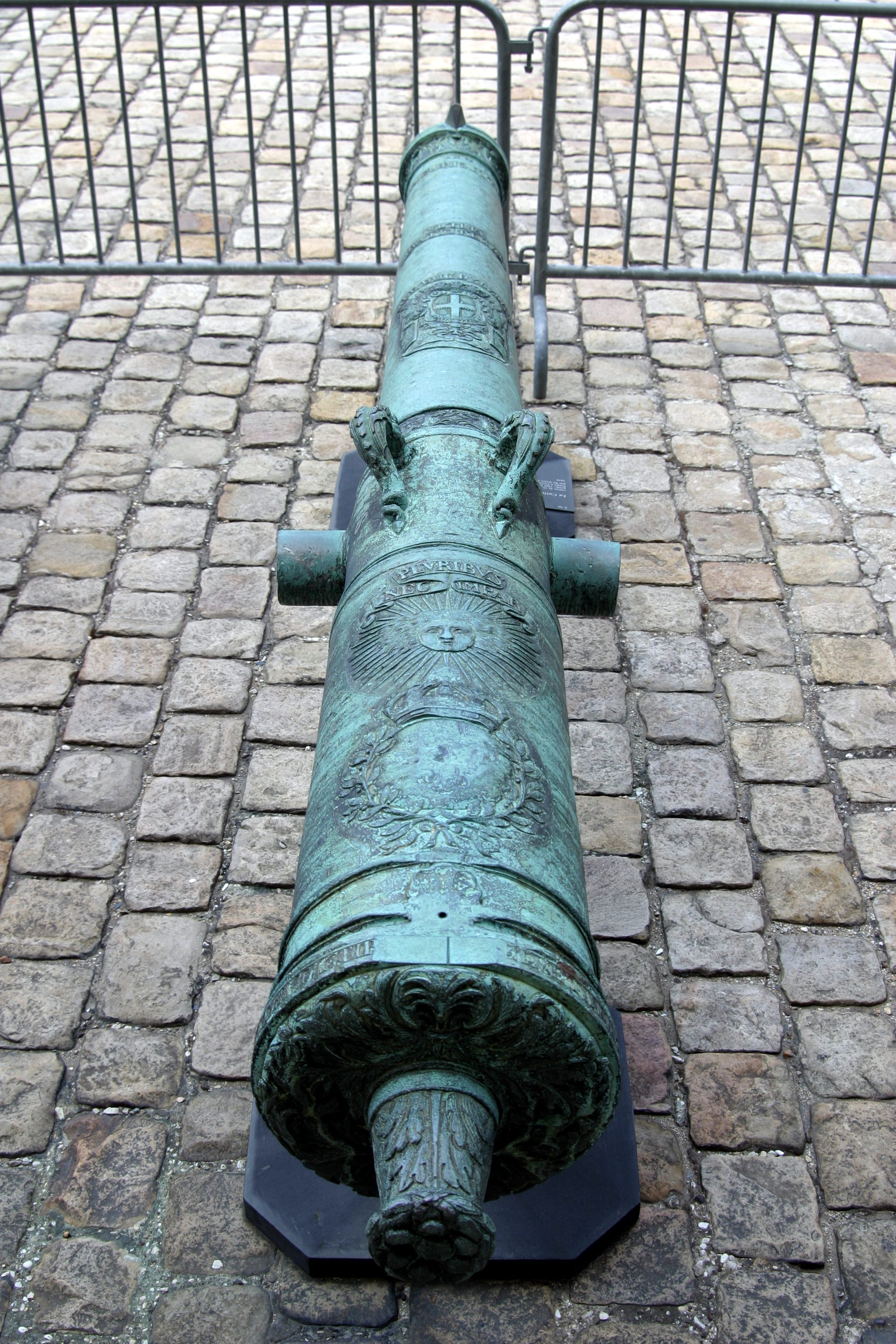
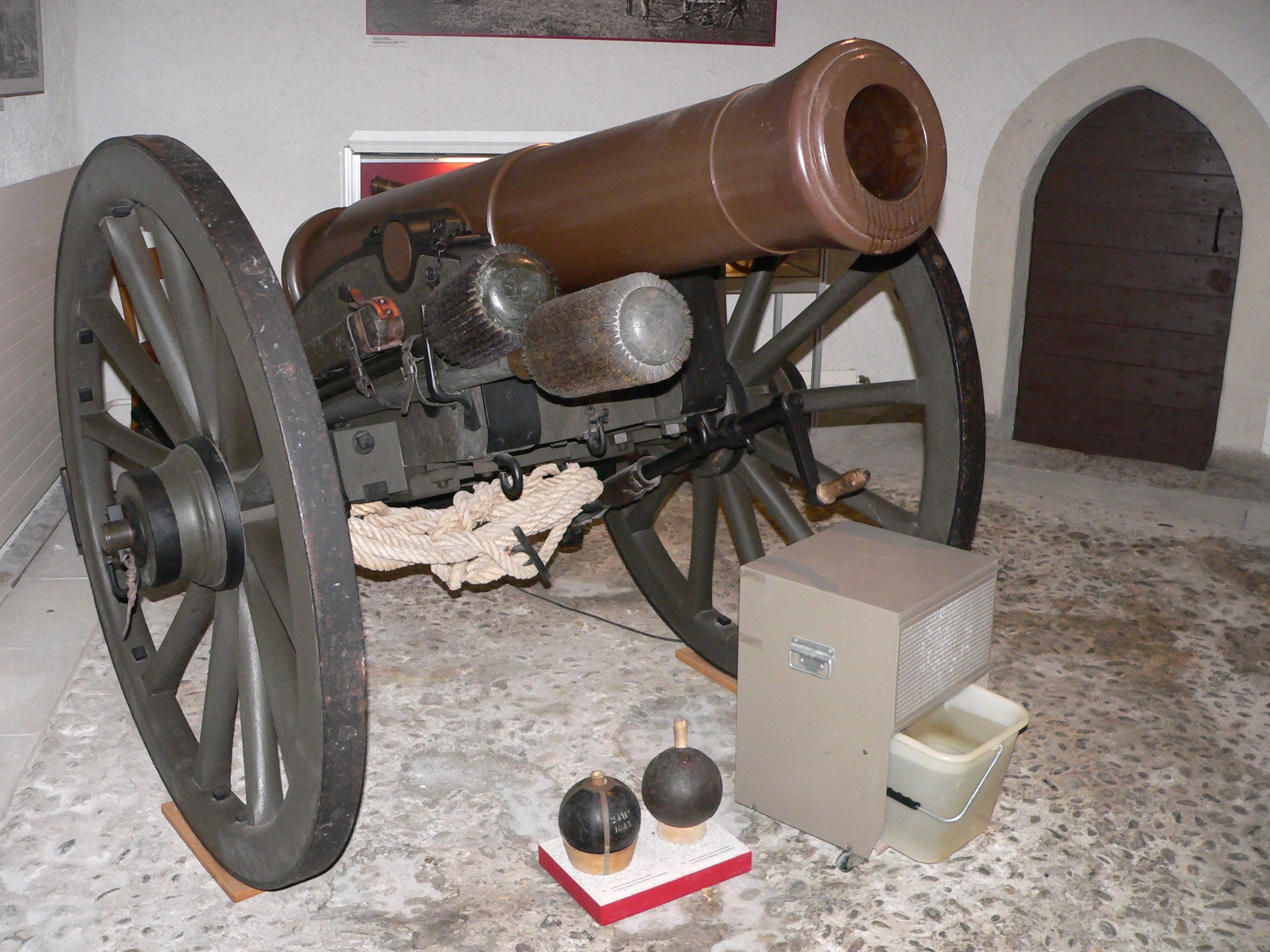